# Skagerak (færge)
 For alternative betydninger, se Skagerak (flertydig). (Se også artikler, som begynder med Skagerak)
M/S Skagerak fra Kristiansand var en norsk færge fra 1965, der sejlede mellem Hirtshals og Kristiansand.
Den forliste vest for Hirtshals 7. september 1966 på vej fra Norge under et kraftigt stormvejr, men alle 144 ombordværende, heraf 97 passagerer, blev reddet, dog døde en af passagererne af en blodprop umiddelbart efter, at han var blevet reddet.
En vigtig faktor i redningsaktionen var de danske redningshelikopterere af typen Sikorsky S-61. Flyvevåbnet modtog den første S-61 den 10. oktober 1965, og Skagerak-ulykken var den egentlige ilddåb for S-61.